# Invasionen av Åland

Svenska örlogsfartyg utanför Mariehamn 1918

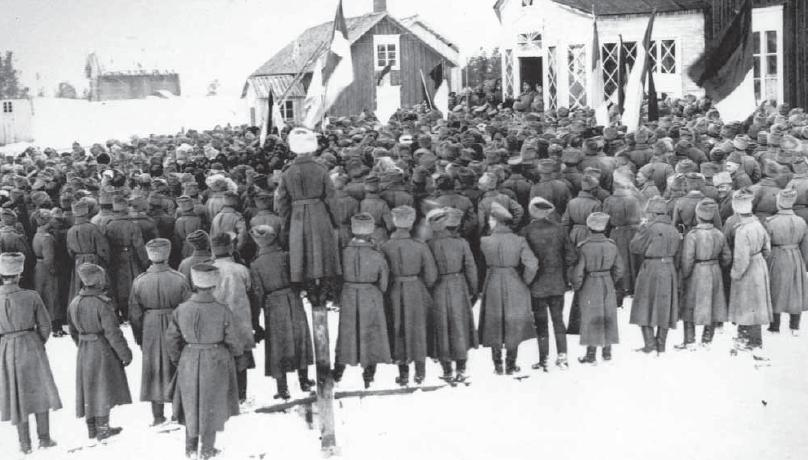
Ryska soldater vid ett revolutionsmöte i Dalkarby på Åland, mars 1917

Invasionen av Åland var en serie militära operationer som genomfördes i februari–mars 1918 under både första världskriget och finska inbördeskriget. Vid denna tid var ögruppen en del av det nybildade Finland, men sedan våren 1916 hade ryska garnisoner varit stationerade där. I slutet av februari 1918 landsatte Sverige trupper (den så kallade Ålandsexpeditionen) med syfte att evakuera civilbefolkningen och medla mellan ryska styrkor och finska skyddskårer. Kort därefter anlände även tyska trupper, som använde Åland som bas för sin intervention i Finland. Striderna på Åland var begränsade, men operationerna ingick i det större sammanhang där vita och röda styrkor kämpade om kontrollen över Finland.

## Bakgrund
Efter att Finland utropade självständighet den 6 december 1917 fanns omkring 2 000 ryska soldater kvar på Åland. I januari 1918 hade det finska inbördeskriget brutit ut på fastlandet. För att skydda civilbefolkningen, förhindra sammandrabbningar och underlätta frivillig evakuering bad den åländska landskommittén Sverige om hjälp.

## Den svenska Ålandsexpeditionen
Den 13 februari 1918 beslutade regeringen Branting att sända en mindre flottstyrka till Åland. Pansarskeppet HMS Thor och två mindre fartyg fick i uppdrag att evakuera ålänningar som ville resa till Sverige, medla mellan de ryska garnisonerna och de finska vita skyddskårerna samt bevaka rysk materiel tills en politisk lösning nåddes.
Den 21 februari enades de ryska befälhavarna, den vita skyddskåren och den svenska expeditionen i Mariehamn om att både ryska och finska trupper skulle lämna ögruppen. Evakueringen gick dock långsamt, och den svenska styrkan förstärktes den 20 februari med pansarskeppen HMS Sverige och HMS Oscar II.
Efter ett riksdagsbeslut den 23 februari, som tillät värnpliktiga att tjänstgöra utomlands, landsattes den 25 februari en bataljon ur Göta livgarde på Eckerö. Bataljonen bestod av tre kompanier, ett kulsprutekompani från Vaxholms kustartilleriregemente och en fälttelegrafavdelning, under ledning av överstelöjtnant G. Roos. Transporten skedde med kanonbåten HMS Svensksund och inhyrda fartyg.

## Tysk intervention
Den 1 mars 1918 bad den finska senaten Tyskland om militärt stöd mot de röda. Tyskland skickade då en eskader under viceamiral Hugo Meurer, bestående av slagskeppen SMS Westfalen och SMS Rheinland samt två bataljoner ur Östersjödivisionen. Cirka 1 200 soldater ur Jägerbataillon Nr 14 gick iland på Eckerö den 7 mars.
Den tyska närvaron ökade trycket på de ryska trupperna, som nu skyndade på sin hemtransport. De sista ryska förbanden lämnade Åland den 15 mars, samma dag som de svenska trupperna började återvända till Sverige. Den tyska styrkan fortsatte därefter till Åbo och underställdes general Rüdiger von der Goltz för fortsatt strid på finskt territorium.

## Efterspel
Sverige och Tyskland kom överens om att deras respektive styrkor inte skulle mötas i strid på Åland. Operationen ledde därför inte till några större sammanstötningar mellan stormakterna. På Åland omkom endast ett fåtal soldater, främst på grund av olyckor eller mindre skärmytslingar.
Överstelöjtnant Roos dokumenterade expeditionen i ett fotoalbum med handskrivna kommentarer, inbundet i rött skinn. Albumet ägs i dag av före detta Kungliga Göta livgardes kamratförening.